# Fragata Esmeralda (1946)
La Fragata Esmeralda fue una fragata al servicio de la Armada de Chile entre 1946 y 1965, y el quinto buque de esta en portar este nombre.
Sirvió en la Marina Real Canadiense en la Segunda Guerra Mundial como HMCS Glace Bay (K414)
Fue renombrado Baquedano en 1952, para dejar libre su nombre ante la llegada del buque escuela Esmeralda
Fuera de servicio en 1960, dada de baja por D.S. N.º 912 de 21 de octubre de 1965 y autorizada su enajenación por Ley N.º 16.562 de 29 de septiembre de 1966.